# Le Drac
Pour les articles homonymes, voir Drac.
Le Drac est une pièce de théâtre de George Sand publiée en 1861 dans la Revue des deux Mondes. Cette rêverie fantastique en 3 actes a pour personnage principal un drac, c'est-à-dire un lutin des croyances provençales, qui s'incarne parmi les hommes. La pièce a été adaptée pour l'opéra en 1896.

## Argument
Acte I. Un drac (c'est-à-dire un lutin des croyances provençales), qui vit au cap Mouret, est tombé amoureux de Francine, une jeune fermière, et s'est incarné dans un corps humain afin de vivre près d'elle et de la séduire. Mais Francine ne croit pas au drac : elle en parle à André, qui, de son côté, croit à l'existence du lutin et lui fait de petites offrandes afin qu'il ramène sans encombre Nicolas, qui est sorti pêcher. Le drac vient trouver Francine en prenant l'apparence de Nicolas. Il est troublé par la découverte de la vie et des sensations d'un humain. Le drac s'endort et rêve pendant que Francine pense à Bernard, un homme qui lui était promis en mariage, mais qui s'est mal comporté et a fini par quitter la ville. Parlant à voix haute dans son rêve, le drac apprend à Francine ce que devient Bernard, puis s'éveille sans se souvenir de rien. Francine, persuadée que Nicolas vient d'avoir un rêve prémonitoire, le supplie de lui en dire plus. Le drac tente de la détourner de Bernard, mais il n'y parvient pas. Sur ces entrefaites, Bernard entre : il est de retour à la ville à bord de son navire Le Cyclope, après s'être bravement battu dans l'armée au point qu'il est devenu chevalier de la légion d'honneur. Il est décidé à s'amender de son mauvais comportement et, peut-être à persuader les parents de Francine de le laisser l'épouser. Francine est d'abord méfiante. Quand Bernard veut voir la mère de Francine, cette dernière lui apprend que sa mère est morte. Bernard convainc Francine de le laisser s'entretenir avec son père. Une fois Francine seule, le drac reparaît, jaloux. Il apprend à Francine que le véritable Nicolas est mort en mer, lui révèle qu'il est le drac et lui déclare son amour, mais Francine ne l'aime pas : elle aime encore Bernard. 
Acte II. Le drac, toujours sous l'aspect de Nicolas, transmet à André, le père de Francine, une lettre de Bernard. André, très heureux, dépêche aussitôt Antoine au port pour ramener Bernard. Le drac, jaloux, réfléchit. Dans la soirée, il tente de déployer ses pouvoirs magiques sur Francine tandis qu'elle somnole en cousant, et il arrive à lui jouer quelques facéties, mais, dès qu'il tente de s'adresser à elle en rêve, elle croit que c'est Bernard qu'elle entend. Fou de jalousie, le drac convoque un spectre ayant l'apparence de Bernard et lui ordonne de faire détester celui dont il a l'apparence. Dans la soirée, le faux Bernard vient trouver Francine, la rudoie, boit de l'alcool et finalement veut l'enlever. André revient à ce moment, envoie Francine se coucher et s'entretient avec le faux Bernard, qui lui fait croire qu'il lui a confié un trésor en or qu'il aurait rapporté de la guerre, alors que ce ne sont que des coquillages qu'il a dans un tiroir. Sur le conseil du drac, le faux Bernard se fait promettre la main de Francine, puis sort. Le vrai Bernard arrive alors et trouve André tout disposé à lui faire épouser Francine. Mais quand André appelle cette dernière, la jeune femme le repousse. Elle n'ose d'abord pas révéler à André ce qui s'est passé de peur qu'il ne se batte contre Bernard, mais, quand André veut la forcer à épouser Bernard, elle sort avec André pour s'expliquer. Bernard, resté seul, ne comprend plus rien. Caché, le drac enrage car il n'a pas réussi à empêcher Bernard de rentrer : la mer ne lui obéit plus aussi bien depuis qu'il a pris forme humaine. Le drac tente alors de pousser Bernard au désespoir ou à la vengeance, mais n'y parvient pas : Bernard veut seulement discuter avec Francine, prêt à se résigner si elle en aime un autre. Sur le conseil sournois du drac, Bernard écrit sur le mur "Francine, adieu ! Je t'oublie !", puis, après son départ, le drac change le texte en "Je te méprise".
 Acte III. Au petit matin, le drac, regarde la mer et éprouve de la détresse à ne plus se sentir dans son élément au milieu des tempêtes maritimes. Arrive André, qui a passé la nuit à interroger Francine dont il pense qu'elle a un amoureux. André, pour qui le drac a toujours l'apparence de Nicolas, envoie le jeune garçon à la pêche. Il s'endort et le drac tente de l'influencer dans son sommeil, mais en vain. André s'éveille vite et le drac lui montre l'inscription de Bernard sur le mur. Indigné par l'insulte, André veut aller trouver Bernard et le traiter de lâche ; Francine tente de l'en dissuader, et il part avec le drac, toujours sous son apparence de Nicolas. Inquiète, Francine songe à Bernard. Bernard survient pour s'expliquer. Elle lui montre l'inscription. Bernard nie l'avoir écrite et se défend en détail, puis efface l'inscription. Francine finit par comprendre que c'est le drac qui est à l'origine de la confusion. Bernard évoque la croyance selon laquelle il arrive qu'un marin apparemment à bord d'un navire soit en réalité un double, ce qui signifie en général que le vrai marin s'est noyé. Effrayée, Francine parler à Bernard du faux Bernard, ce qui effraie Bernard à son tour. Bernard sort de peur de croiser son double (ce qui porte malheur), non sans avoir renouvelé ses serments d'amoureux à Francine. Francine prie Dieu pour que le drac cesse d'avoir envie de faire le mal. Le drac survient, indigné, puis ému quand Francine le supplie de cesser de provoquer le malheur dans sa maison. Dans un ultime sursaut de jalousie, le drac ordonne au spectre d'aller trouver Bernard sous la forme de son double, afin de causer sa mort. Mais le spectre s'avoue impuissant car la prière d'amour de Francine protège Bernard en ce moment. Dépité, le drac congédie le spectre et va trouver André, qu'il monte contre Bernard en lui montrant le faux trésor. André est fou de colère lorsque tous deux croisent le spectre sous la forme du faux Bernard. Le spectre tente de frapper André mais en est empêché. Le drac congédie à nouveau le spectre, qui tombe par la fenêtre. André croit Bernard mort. Francine survient alors, tenant la main du vrai Bernard. Le drac tente de faire croire à tous que le vrai Bernard est mort et que le survivant n'est qu'un spectre, afin qu'André le tue. Mais Francine n'est pas dupe. Le drac tente de maudire la maison, mais il est pris de faiblesse et s'enfuit. Sous les yeux de Francine, de Bernard et d'André, l'âme du drac s'échappe et devient un ange (selon Francine) ou un nuage (selon Bernard) ou une vapeur (selon André), puis disparaît. Tous se réconfortent. Ils entendent alors la voix du drac apaisé qui a retrouvé sa nature première et bénit Francine.

## Distribution
- Le Drac (qui prend l'apparence d'un garçon, Nicolas).
- André.
- Bernard.
- Francine, fille d'André.

« La scène se passe dans la maison d'André, qui est pêcheur à la côte. La maison est élevée sur une falaise. Une grande porte ouverte sur des rochers à pic ; au fond, la mer et des rives escarpées. Fenêtre et cheminée à droite ; à gauche, la porte de la chambre de Francine et un escalier intérieur qui mène à la montagne. Il fait encore jour. Il y a une image de la Vierge. Des filets, un miroir, divers engins de pêche et des armes sont suspendus à la muraille. »

## Histoire éditoriale
Le Drac est publié pour la première fois dans la Revue des deux Mondes en 1861. Elle est reprise en volume en 1864 à Paris chez Michel Lévy frères, dans le volume Théâtre de Nohant, qui regroupe cette pièce avec Plutus, Le Pavé, La Nuit de Noël et Marielle. 
Une édition du Drac seul en 1865 chez le même éditeur est co-signée George Sand et Paul Meurice ; il s'agit de la version adaptée pour le Théâtre du Vaudeville, créée le 28 septembre 1864.

## Analyse
Dans Le Drac, George Sand emploie délibérément un style proche du parler populaire de son temps afin de rendre de façon réaliste la langue des paysans provençaux : elle s'en explique dans une note au début de la pièce.

## Adaptation
En 1864, George Sand et Paul Meurice proposent une nouvelle version de la pièce, toujours intitulée Le Drac, et sous-titrée "drame fantastique en trois actes", au Théâtre du Vaudeville à Paris. 
En 1896, Le Drac est adapté en un drame lyrique en 3 actes et 6 tableaux avec un livret de Louis Gallet et une musique de Paul Hillemacher et Lucien Hillemacher. Le livret de ce drame lyrique est publié chez Calmann-Lévy en 1896.